# Blahodativka, Velîka Oleksandrivka
Blahodativka (în ucraineană Благодатівка) este localitatea de reședință a comunei Blahodativka din raionul Velîka Oleksandrivka, regiunea Herson, Ucraina.

## Demografie
Componența lingvistică a localității Blahodativka
     Ucraineană (94,27%)
     Rusă (4,87%)
     Alte limbi (0,86%)
Conform recensământului din 2001, majoritatea populației localității Blahodativka era vorbitoare de ucraineană (94,27%), existând în minoritate și vorbitori de rusă (4,87%).